# Ed Fury
Ed Fury, właściwie  Rupert Edmund Holovchik (ur. 6 czerwca 1928 na Long Island, zm. 24 lutego 2023 w Los Angeles) – amerykański kulturysta, aktor i model. Występował w wielu filmach miecza i sandałów w latach 50. i 60. XX wieku. Fury powrócił do aktorstwa na początku lat 70. i pojawiał się głównie w małych rolach w serialach telewizyjnych.

## Życiorys
Urodził się i dorastał na Long Island, w stanie Nowy Jork. Pod koniec lat 40. XX wieku przeniósł się do Los Angeles w Kalifornii. Brał udział w sesjach zdjęciowych w wielu czasopismach, m.in. Athletic Model Guild (AMG) dla Bruce of Los Angeles oraz filmikach dystrybuowanych przez Apolla i AMG jako 16mm i 8mm. Startował w konkursach kulturystycznych do tytułu Mr Muscle Beach w 1951 i 1953.
Wystąpił na Broadwayu w przedstawieniu Fanny oraz wysokobudżetowych filmach, w tym Atena (Athena, 1954) z Jane Powell i Debbie Reynolds, Demetriusz i gladiatorzy (Demetrius and the Gladiators, 1954) obok Richarda Burtona, Susan Hayward, Victora Mature i Anne Bancroft, Mężczyźni wolą blondynki (Gentlemen Prefer Blondes, 1953) z Marilyn Monroe i Przystanek autobusowy (The Bus stop, 1956), Abbott i Costello lecą na Marsa (Abbott and Costello Go to Mars, 1953) obok Buda Abbotta, Lou Costello i Anity Ekberg. Potem otrzymywał nieco większe role w takich filmach jak The Wild Women of Wongo (Dzikie Kobiety z Wongo, 1958). Pracował także w telewizji, pojawiając się jako gość programów rozrywkowych. 
W roku 1960 opuścił Hollywood i udał się do Włoch, aby zagrać postać wojownika Glaukosa w Glaukos i królowa Amazonek (La regina delle Amazzoni) z udziałem Roda Taylora. Mimo że Fury nigdy nie pojawił się jako Herkules w filmie, zaistniał jako Maciste, Ursus i Glaukos w kilku popularnych produkcjach na początku lat 60. XX wieku.

## Życie prywatne
15 lipca 1959 ożenił się z Marceline Yvette Dubois.

### Śmierć
24 lutego 2023 zmarł w swoim domu w dzielnicy Woodland Hills w Los Angeles w wieku 94 lat.

## Wybrana filmografia
- 1953: Mężczyźni wolą blondynki (Gentlemen Prefer Blondes) jako członek zespołu olimpijskiego
- 1953: Abbott i Costello lecą na Marsa (Abbott and Costello Go to Mars) jako Perfekcjonista
- 1954: Atena (Athena) jako konkurent
- 1954: Demetriusz i gladiatorzy (Demetrius and the Gladiators) jako Gladiator
- 1954: Dziewczyna z prowincji (The Country Girl) jako aktor w sztuce
- 1956: Przystanek autobusowy (The Bus stop) jako kowboj w salonie
- 1958: The Wild Women of Wongo (Dziki Kobieta z Wongo) jako Gahbo
- 1958: Południowy Pacyfik (South Pacific) jako Sailor / Seabee
- 1960: Glaukos i królowa Amazonek (La regina delle Amazzoni) jako Glaukos
- 1961: Ursus jako Ursus
- 1961: Ursus w Dolinie Lwów (Ursus nella valle dei leoni) jako Ursus
- 1962: Samson Przeciwko szejkowi (Maciste contro lo sceicco) jako Samson
- 1963: Ursus w Kraju Ognia (Ursus nella terra di fuoco) jako Ursus

### Seriale TV
- 1954: Moja mała Margie (My Little Margie) jako Herkules
- 1959]: Naked City jako Mason Conway
- 1973: Barnaby Jones jako Gardener
- 1973: Columbo – odc. Lovely But Lethal jako wywiadowca policyjny w cywilu Charlie